# Archytas neptilucus
Archytas neptilucus är en tvåvingeart som först beskrevs av Wulp 1892.  Archytas neptilucus ingår i släktet Archytas och familjen parasitflugor. Inga underarter finns listade i Catalogue of Life.